# Kobenbour
Kobenbour (lb. Kuebebuer) – wieś (Uertschaft) we wschodnim Luksemburgu, w kantonie Echternach, w gminie Bech. Do 3 października 2015 miejscowość leżała w dystrykcie Grevenmacher. Wieś zamieszkuje 58 osób (1 stycznia 2023).